# Procapra
Genre
Procapra est un genre d'antilopes constitué de trois espèces.

## Liste des espèces
- Procapra gutturosa (Pallas, 1777) - gazelle à queue blanche ou gazelle de Mongolie
- Procapra picticaudata Hodgson, 1846 - gazelle du Tibet
- Procapra przewalskii (Büchner, 1891) - gazelle Przewalski